# St. Fronleichnam (Köln-Porz)

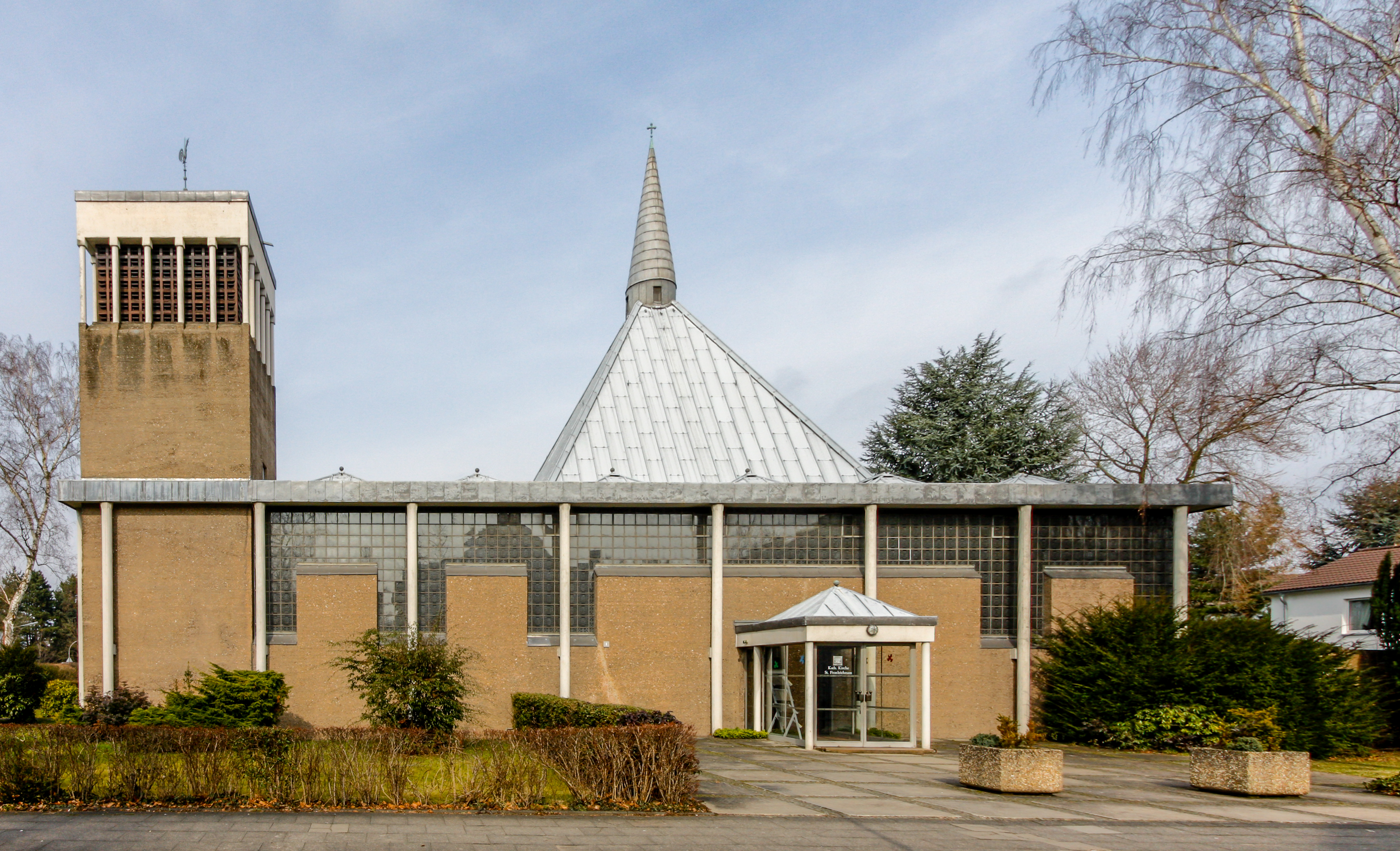
Außenansicht von Süden

St. Fronleichnam ist eine katholische Filialkirche im Kölner Stadtteil Porz, die 1958–1960 nach Entwurf des Architekten Gottfried Böhm als Pfarrkirche erbaut wurde. Seit 1997 steht sie unter Denkmalschutz.

## Vorgeschichte und Bau
In den 1950er Jahren entstand auf dem ehemaligen Ackerland in Porz eine neue Siedlung, für die Anfang 1958 eine Pfarrei gegründet wurde. Diese nutzte zunächst das bereits früher durch katholische Gruppen genutzte Franz-Hitze-Haus und eine nahegelegene Schule als Notkirche, bevor Ende 1958 der erste Spatenstich für den eigenen Kirchenbau erfolgte. Zwischen Grundsteinlegung im Mai 1959 und Einweihung an Pfingsten 1960 vergingen nur dreizehn Monate. Ein Turm war seitens des Erzbistums aus finanziellen Gründen zunächst nicht vorgesehen, wurde dann aber von der Gemeinde selbst über ein Darlehen finanziert. Auch für Glocken musste man sich zunächst behelfen – die Mutterpfarrei St. Bartholomäus in Urbach schenkte St. Fronleichnam eine historische Glocke aus dem Jahr 1457, die dort nicht mehr benötigt wurde. Erst 1965 konnten fünf weitere Glocken ergänzt werden. Ein Jahr später wurde die historische Glocke jedoch aus klanglichen Gründen ebenfalls durch eine neue – die Christkönigsglocke – ersetzt. Die mittelalterliche Glocke steht inzwischen im Porzer Bezirksrathaus.
Auch andere Ausstattungsstücke wurden erst Jahre nach der Fertigstellung erworben.
Eine erste Dachsanierung wurde 1973 vorgenommen, gefolgt von einer großen Restaurierung im Jahr 1984. Am 22. Dezember 1997 wurde die Kirche unter der Nummer 8224 in die Denkmalliste der Stadt Köln aufgenommen.
Zum Beginn des neuen Jahrtausends wurde die Pfarrkirche im Rahmen einer Gemeindezusammenlegung zur Filialkirche herabgestuft. Die neue Gemeinde St. Maximilian Kolbe umfasst vier ehemals selbstständige Pfarrgemeinden.

## Baubeschreibung

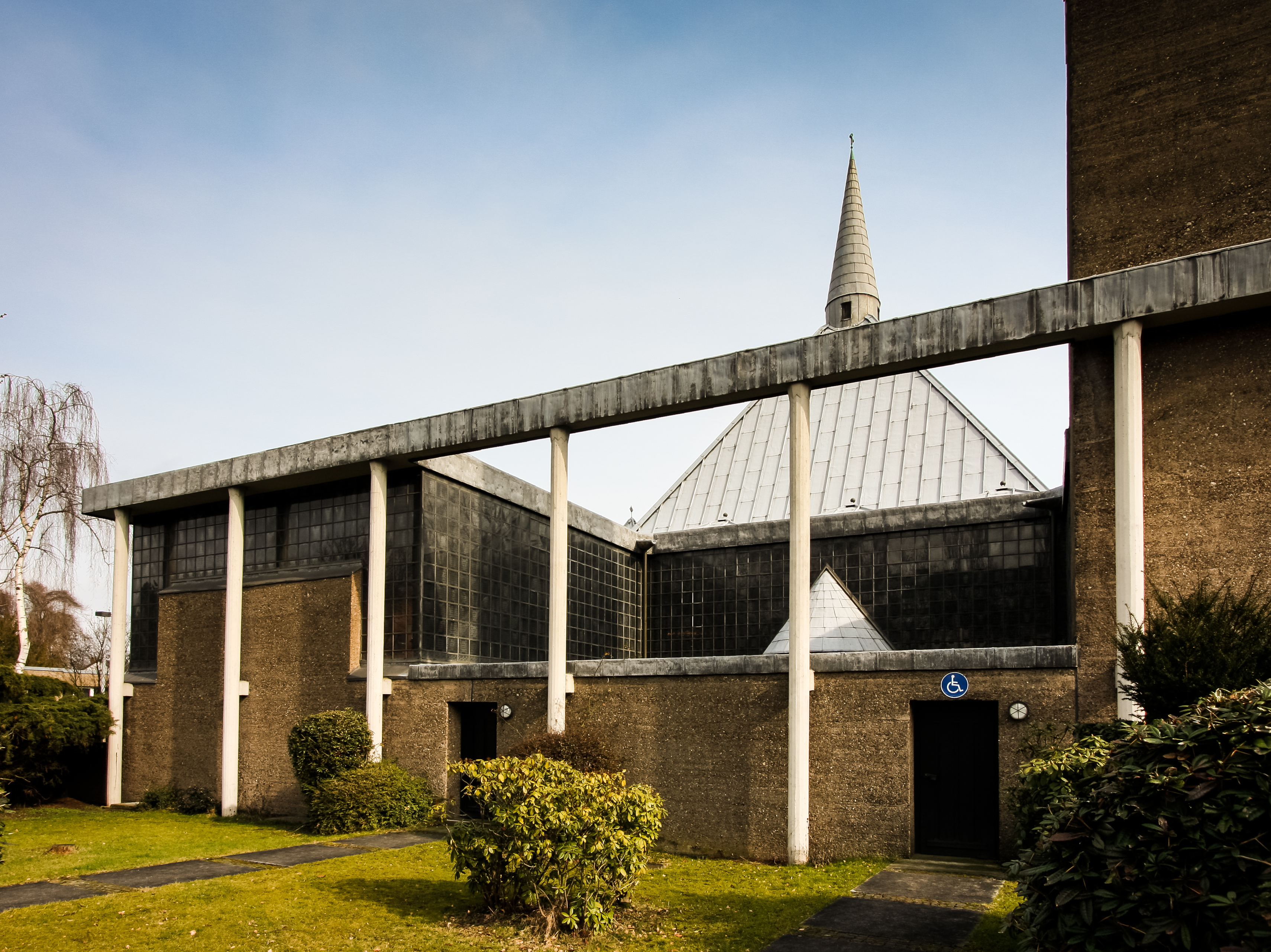
Seitenansicht – Kapelle und Kegeldach über dem Taufort

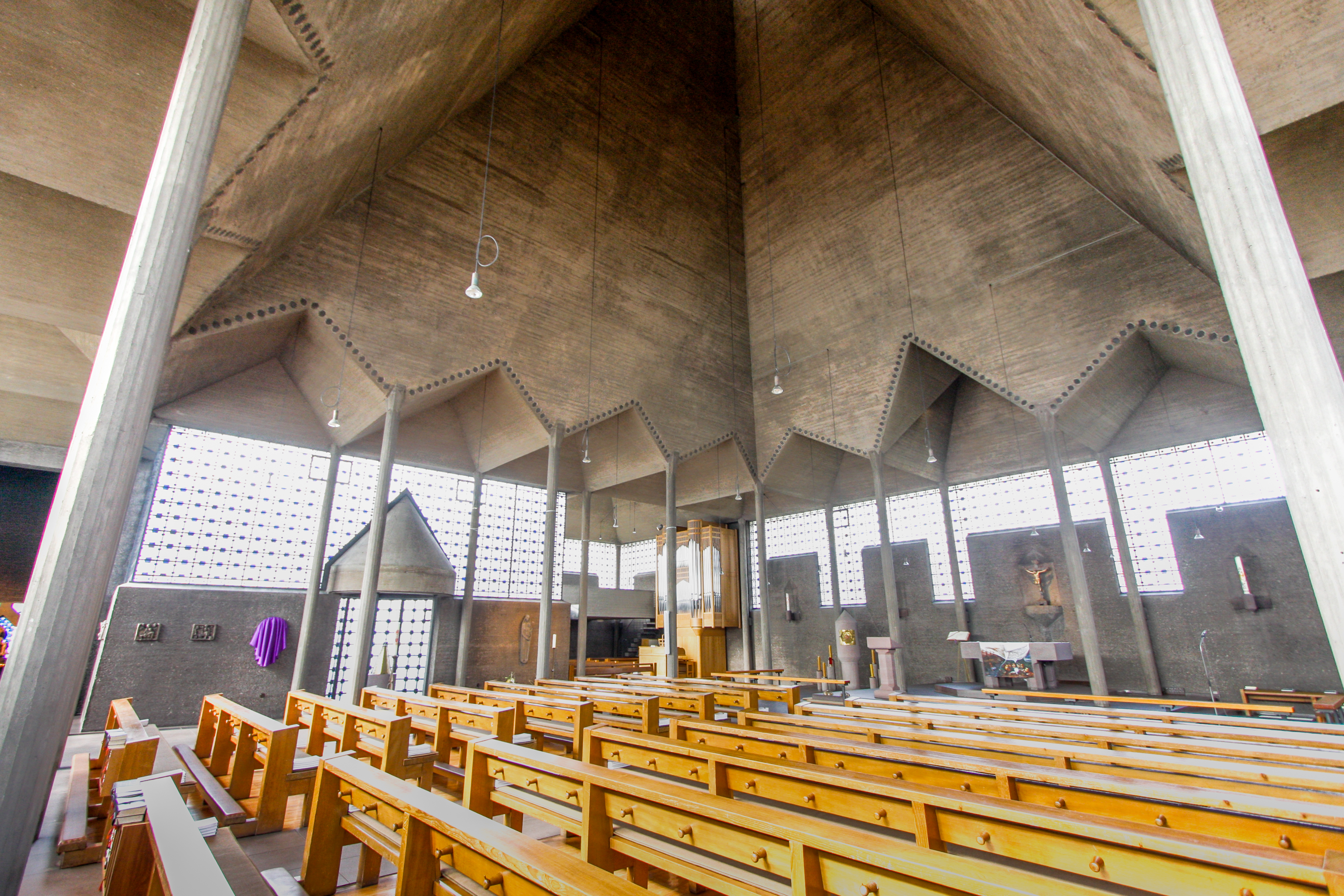
Innenbereich mit zentralem Pyramidendach

Dem Kirchenbau liegt der Gedanke vom Zelt Gottes unter den Menschen zugrunde, wie er in der Offenbarung des Johannes (21,3 ) formuliert wird: Gott erscheint nicht als König in einem Palast, sondern wohnt mitten unter den Menschen, in ihren Zelten. Auf dem rechteckigen Grundriss wird die Kirche von dünnen weißen Rundpfeilern umstanden, die auf Traufhöhe durch ein Gesims verbunden werden. Dieses trägt das Dach, das aus einem großen, pyramidenförmigen „Zelt“, einer nebengeordneten kleineren Pyramide und gefalteten Dachstrukturen besteht, die nur wenig über das Gesims hinausragen.
Innerhalb der „Zeltstangen“ befinden sich eine großzügige Vorhalle, der quadratische Kirchenraum sowie ein quadratischer Turm, dessen Glockenstube ebenfalls von weißen Rundstäben umgeben ist.
Der Innenraum wird durch weitere dünne Säulenstäbe strukturiert, die – dem Abstand der äußeren Stäbe entsprechend – paarweise einen quadratischen Innenraum für die Gemeinde abstecken. Über diesem wölbt sich hoch und raumformend die zentrale Dachpyramide in Sichtbeton. Der am Rand abgegrenzte Umgang bildet im Zusammenspiel mit den regelmäßig gefalteten Dächern kleine, kapellenartige Bereiche. Nur über dem Altar ist die Deckenfaltung größer als bei den anderen Nischen, und an den Raumecken werden die Bereiche von kleineren Pyramiden überwölbt.
Die an drei Seiten verlaufenden Fenster strukturieren die Außenwand so, dass sie als Zinnenmauer erscheint, mit gleichmäßigen rechteckigen Aussparungen. An einer Seite ergänzt diese Fensterwand eine die Kontur durchbrechenden Glasnische mit Pyramidendach, die als Taufort dient.
Ein Altarpodest zieht sich mit seiner Fläche aus den Abmessungen des Säulenumgangs in den Hauptraum hinein; ansonsten dominiert der Altar in seinen Dimensionen nicht – die Altarrückwand ist eine der „Wandzinnen“, an dem in einer ausgesparten Nische ein Kreuz angebracht ist.
Auf der linken Seite befindet sich eine größere Kapellennische, die eine Chorempore sowie die Orgel beherbergt. Auch diese ist mit einem flacheren, pyramidenförmigen Dach überwölbt.

## Ausstattung
Die Entwürfe für alle Fenster, das Portal, die Turmbekrönung bis hin zur Wetterfahne stammen vom Architekten Gottfried Böhm selbst. Die Fenster sind überwiegend in sehr hellem Strukturglas ausgeführt, mit Ausnahme eines abstrakt gestalteten Fensters in der Kapelle, das aus farbigem Antikglas besteht. Das Glas in der ausgewölbten Taufkapelle enthält zusätzlich ein Ornament mit der symbolischen Taube des Heiligen Geistes.
Altar und Taufstein sind aus Mainsandstein gefertigt; letzterer wurde von Theo Heiermann entworfen. Weitere Ausstattungsstücke umfassen einen ebenfalls von Heiermann oder von Egino Weinert gestalteten Osterleuchter sowie eine holzgeschnitzte Pietà aus dem 18. Jahrhundert. Das Altarkreuz ist ein Geschenk der Familie Böhm.
Die Sakramentssäule aus Sandstein mit dem Tabernakel stammt von Eva Burgeff aus dem Jahr 1967. Auf der Tabernakeltür aus geschmiedetem Gitter ist ein in Kupfer getriebenes Medaillon mit der Darstellung eines Lamms angebracht.
Die aktuelle Orgel mit 18 Registern auf zwei Manualen und Pedal wurde 1995 durch die Orgelbauwerkstatt Oberlinger angefertigt, am Entwurf des Prospekts war wiederum Gottfried Böhm beteiligt.
Das sechsstimmige Glockengeläut aus Bronze wurde von der Gießerei Petit & Gebr. Edelbrock in den Jahren 1965 und 1966 (Glocke 1) gegossen.
Übersicht
| Glocke | Name         | Gussjahr | Durchmesser | Gewicht ≈ | Schlagton |
| ------ | ------------ | -------- | ----------- | --------- | --------- |
| 1      | Christ König | 1966     | 1050 mm0    | 705 kg    | g′-7      |
| 2      | Maria        | 1965     | 859 mm      | 375 kg    | b′-7      |
| 3      | Joseph       | 1965     | 765 mm      | 260 kg    | c″-8      |
| 4      | Don Bosco    | 1965     | 636 mm      | 150 kg    | es″-6     |
| 5      | Hedwig       | 1965     | 543 mm      | 090 kg    | f″-7,     |
| 6      | Raphael      | 1965     | 496 mm      | 070 kg    | g″+7      |